# Шабунина (деревня)
Шабунина — деревня в Чебаркульском районе Челябинской области России. Входит в состав Варламовского сельского поселения.

## География
Деревня находится в центральной части Челябинской области, в лесостепной зоне, на левом берегу реки Увелька, вблизи места впадения в неё реки Татарка, на расстоянии примерно 41 километра (по прямой) к юго-востоку от города Чебаркуль, административного центра района. Абсолютная высота — 260 метров над уровнем моря.
Часовой пояс
Деревня Шабунина, как и вся Челябинская область, находится в часовой зоне МСК+2. Смещение применяемого времени относительно UTC составляет +5:00.

## Население
| 1970 | 2002 | 2010 |
| ---- | ---- | ---- |
| 377  | ↘275 | ↘205 |

Гендерный состав
По данным Всероссийской переписи населения 2010 года в гендерной структуре населения мужчины составляли 45,4 %, женщины — соответственно 54,6 %.
Национальный состав
Согласно результатам переписи 2002 года, в национальной структуре населения русские составляли 89 %.

## Улицы
Уличная сеть деревни состоит из двух улиц.